# Singuediang
Singuediang encore intitulé Singuedjang ou Singuedjong est un village camerounais situé dans la région du Littoral, dans le département du Moungo et dans l'arrondissement du Nlonako.

## Population et développement
En 1967, la population de Singuediang était de 70 habitants, essentiellement des Bakaka. Lors du recensement de 2005, elle était de 206 habitants.